# Sebastià Taltavull
Sebastià Taltavull Anglada (Ciudadela, Menorca, 28 de enero de 1948) es un sacerdote católico español, obispo de Mallorca. Anteriormente fue obispo auxiliar de Barcelona, con la sede titular de Gabii.
Entre 1959 y 1970 cursó los estudios eclesiásticos en el Seminario Diocesano de Menorca. Es licenciado en Teología Dogmática por la Facultad de Teología de Barcelona.

## Carrera

### Sacerdote
Fue ordenado presbítero el 23 de septiembre de 1972. Su vida sacerdotal la ha desarrollado principalmente en Menorca, dedicado especialmente a los jóvenes y a la catequesis. En su sacerdocio destacan los siguientes cargos:
- Director de la Casa diocesana de Espiritualidad de Monte-Toro (1972-1984)
- Delegado diocesano de Juventud (1972-1989)
- Rector del Santuario diocesano de la Virgen de Monte-Toro (1975-1984)
- Secretario del primer Consejo diocesano de Pastoral (1973-1977)
- Secretario del Consejo del Presbiterio y Colegio de Consultores (1983-1989)
- Párroco de San Rafael de Ciudadela (1984-1992)
- Vicario general de Menorca y moderador de la Curia (1989-2002)
- Delegado diocesano de Catequesis (1989-1995)
- Consiliario del Centro Catequístico de San Miguel (1992-2005)

En el año 2002 fue nombrado párroco de Nuestra Señora del Rosario de la Catedral y de San Francisco de Asís de Ciudadela y elegido deán-presidente del Cabildo y penitenciario de la Catedral (2002-2005). Le es asignada la tarea de moderador de la Asamblea Diocesana de Menorca, celebrada entre los años 1996-1998. Entre los años 2002-2005 fue nombrado delegado diocesano de Medios de Comunicación Social y para las Relaciones Institucionales.
También se dedicó unos años a la docencia como profesor de Religión y trabajó con los jóvenes como consiliario del Movimiento de Jóvenes Cristianos, de grupos de revisión de vida del MUEC y de Escultismo. En el Seminario Diocesano fue formador (1977-1984), profesor de Teología Dogmática (1977-1994) y rector (1995-2002). También impartió clases de Teología en el Instituto Diocesano. Es autor de varios libros y tiene diversas publicaciones y artículos sobre cuestiones de pastoral, catequesis, familia, juventud, espiritualidad y doctrina social de la Iglesia.

### Obispo
Obispo titular de Gabii y obispo auxiliar de Barcelona
El 28 de enero de 2009 fu nombrado obispo titular de Gabii y auxiliar de Barcelona. Recibió la ordenación episcopal de manos del cardenal Lluís Martínez Sistach el 21 de marzo del mismo año en la catedral de Barcelona.
En la Conferencia Episcopal Española, en el año 2002 fue elegido miembro del Consejo Asesor de la Subcomisión de Catequesis y, desde junio de 2005, director del Secretariado de la Comisión Episcopal de Pastoral, de la que actualmente es presidente.
Administrador apostólico de Mallorca
El 8 de septiembre de 2016 el papa Francisco lo nombró administrador apostólico de Mallorca, en sede vacante por el traslado de Javier Salinas Viñals a Valencia como obispo auxiliar.
Obispo de Mallorca
El 19 de septiembre de 2017 la Santa Sede hizo oficial su nombramiento como obispo de Mallorca. Tomó posesión de la misma sede el 25 de noviembre e inició su ministerio episcopal.